# サイモン・ホイットフィールド
サイモン・ホイットフィールド（Simon Whitfield, 1975年5月16日、カナダ連邦オンタリオ州キングストン生まれ）は、オリンピックのトライアスロンでの金メダリストである。
最初はサッカーをやっていたが、11歳でトライアスロンを始め、15歳で本格的に競技に取り組むようになった。
サイモン・ホイットフィールドの2000年のオーストラリアのシドニーで開催された夏季オリンピックにおけるトライアスロンの金メダル獲得は、カナダのスポーツ史において、最も忘れられない個人の競技者によるパフォーマンスの一つである。彼の最終的なタイムは1時間48分24秒02であり、このタイムは2005年時点で、オリンピック記録である。
2002年のイギリスのマンチェスターでのコモンウェルスゲームズにおいて再び金メダルを獲得した。
2004年アテネオリンピックでは、1時間53分15秒81で11位であった。
ホイットフィールドは現在、カナダのブリティッシュコロンビア州ビクトリアに在住している。
2012年ロンドンオリンピックの開会式ではカナダ選手団の旗手を務めた。